# Hjalmar Sjögren

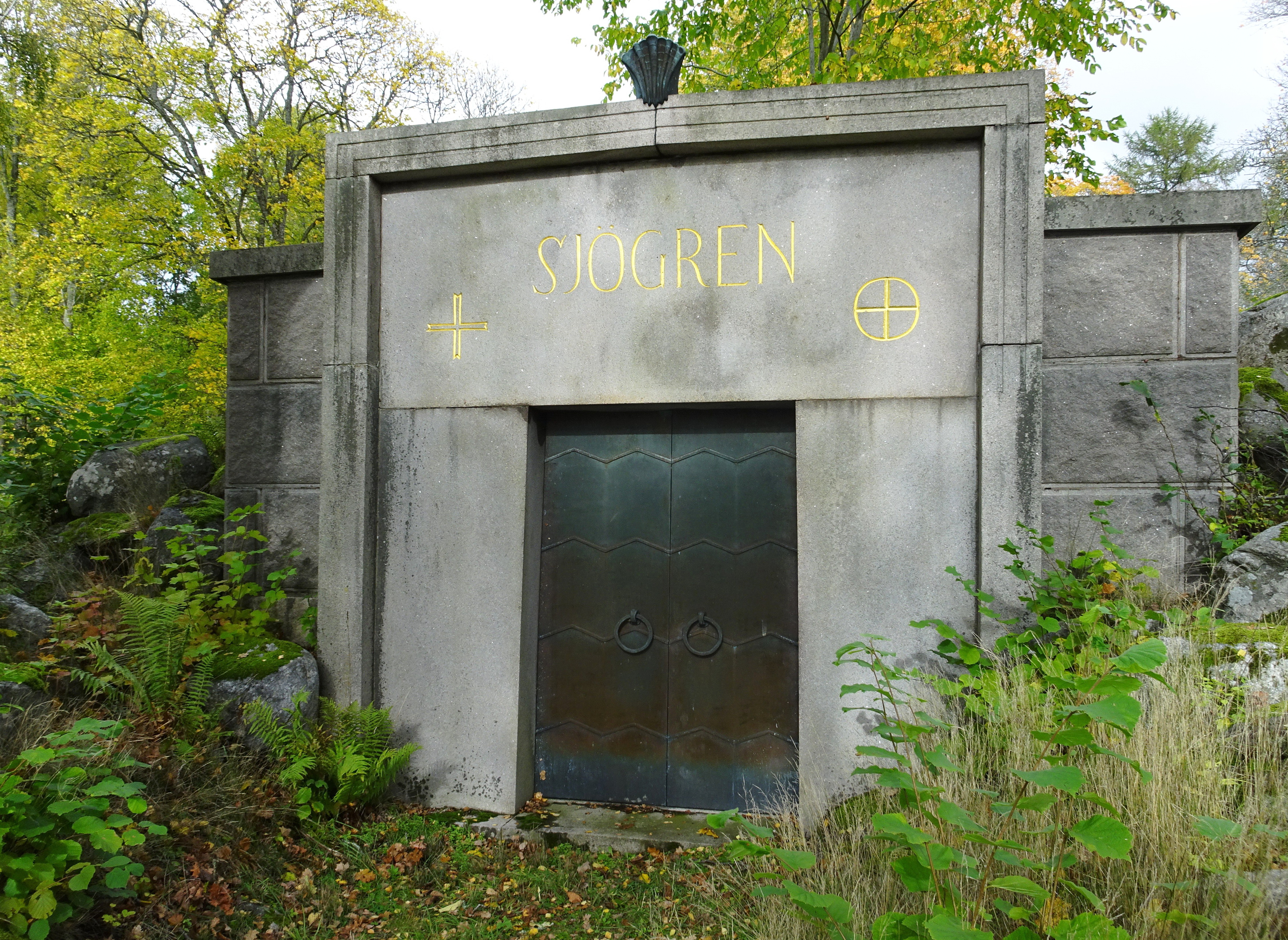
Sjögrens mausoleum vid Nynäs gårds begravningsplats.

Sten Anders Hjalmar Sjögren, född den 13 juni 1856 i Färnebo socken, Värmlands län, död den 23 mars 1922 i Stockholm, var en svensk geolog och mineralog. Han var son till Anton Sjögren och bror till bland andra Tage Sjögren och Åke Sjögren. Gift med Anna Nobel (1866-1935), dotter till Ludvig Nobel.
Mineralet hjalmarit, med typlokal i Långban i Färnebo socken, är uppkallat efter Sjögren.

## Biografi
Sjögren avlade mogenhetsexamen 1875, genomgick 1875–1878 Kungliga Tekniska högskolans avdelning för bergsvetenskap, biträdde samtidigt (1875–1877) Alfred Elis Törnebohm vid dennes undersökningar av Filipstads bergslag och avlade i Lund bergsexamen 1880. Han blev 1882 docent i mineralogi och geologi vid Uppsala universitet, uppehöll 1882–1884 professuren i nämnda ämnen, gjorde 1883 studieresor i Tyskland och Österrike-Ungern samt var 1885–1889 anställd som geolog hos bolaget bröderna Nobel i Baku och företog i denna egenskap vidsträckta resor i Kaukasien, Armenien, Persien med flera länder. 
Han utnämndes 1888 till professor i mineralogi och geologi i Uppsala, men erhöll redan 1894 på begäran avsked. Under den korta tid han innehade professuren sattes den mineralogisk-geologiska institutionen vid nämnda universitet i ett fullt tidsenligt skick, vilket möjliggjorde utförandet av ett betydande antal vetenskapliga undersökningar. Från 1892 publicerades flertalet av dessa i den på Sjögrens bekostnad utgivna tidskriften Bulletin of the Geological Institution of the University of Uppsala. År 1903 utnämndes han till intendent (efter Adolf Erik Nordenskiöld) vid Naturhistoriska riksmuseets mineralogiska avdelning.
Sjögren publicerade ett stort antal uppsatser i mineralogi och geologi i inhemska och utländska facktidskrifter samt bearbetade tredje upplagan av sin fars Lärobok i mineralogi för elementar-läroverk och tekniska skolor (1880). Under hans redaktion utgavs en svensk översättning av Emanuel Swedenborgs bok Om Järnet (andra delen av dennes Opera philosophica et mineralia), varav vid hans död förelåg omkring tre fjärdedelar färdigtryckt och som utkom fullständigt 1923. Han blev ledamot av Vetenskapssocieteten i Uppsala 1892 och Vetenskapsakademien 1899 och kallades vid jubelfesten 1893 till filosofie hedersdoktor i Uppsala. Han skänkte 1901 sin högt värderade mineraliesamling till Vetenskapsakademien.
År 1892 förvärvade Sjögren egendomen Nynäs gård i Ösmo socken. Han blev därefter en drivande kraft till att Nynäsbanan byggdes och att Nynäshamn utvecklades från ett fiskeläge till ett villasamhälle och en uthamn till Stockholm. Makarna Sjögren fann sin sista vila i sitt mausoleum vid gamla begravningsplatsen norr om gården.